# Maróthi György
Maróthi György (Debrecen, 1715. február 11. – Debrecen, 1744. október 16.) matematikus, pedagógus, a magyar zeneelmélet úttörője.

## Életpályája
Tehetős debreceni polgárcsaládból származott. 1732-ben hét évig tartó külföldi tanulmányútra indult, melynek során a nagy svájci (Bázel, Zürich, Bern) és holland (Groningen, Hága, Utrecht, Leiden, Amszterdam) egyetemek előadásait látogatta. Zürichben a zenével, Hollandiában a kísérleti fizikával került közelebbi kapcsolatba. A három holt nyelv mellett (héber, görög, latin) tudott franciául, hollandul, németül és angolul.
Hazatérve a Debreceni Református Kollégium történelem, matematika, latin irodalom és retorika professzora lett. Külföldről könyvtárnyi könyvet hozott magával, s ezeket jórészt a Kollégiumnak adományozta.
1739-ben svájci minták nyomán a többszólamú zsoltáréneklést kívánta meghonosítani az istentiszteleteken. Első lépésként ugyanebben az évben megalapította a Kollégiumi Kántust.
Az egykorú iskolázás egyoldalú latin-filológiai művelődési irányával szemben az élő modern nyelvek (francia, német) tanítását szerette volna elérni. A földrajzoktatásban a leíró földrajzon kívül bevezette az általános és csillagászati földrajzot is. Sürgette, hogy az elemi oktatás a nép anyanyelvén történjék, ezt a harcát a későbbiekben Domokos Lajos főbíró folytatta.
Maróthi a következő évben (1740) többszólamú zsoltárkiadást is megjelentetett a zürichi minta alapján. Az Arithmetica… (1743) című munkájában magyar nyelven tárgyalta a számtan elemeit. A könyvet a református iskolák a következő évszázad elején is használták, és Descartes elvei helyett a német Christian Wolff újabb filozófiai nézeteit képviselte. Előszavában kifejtette a matematikai oktatásra vonatkozó, korát megelőző nézeteit. Ugyanebben az évben átszervezte az előző évben alapított főiskolai énekkart, nagy fontosságot tulajdonítva a művészi ének tanításának. Az év második felében adta ki a Szenczi Molnár Albert-féle Psalteriumot, amelynek függelékeként megjelentette a A Soltároknak a kóták szerént való éneklésének mesterségének rövid summája című, az első magyar nyelvű zeneelméleti munkát. Ugyancsak 1743-ban állították fel kezdeményezésére az első debreceni csillagvizsgálót.
Folytatásként „Collegium Musicum”-ot, zenei együttest tervezett, de 29 évesen elvitte a korai halál. Így ez a terve nem valósult meg, de az általa alapított – az első, azóta is folyamatosan működő magyar ifjúsági kórus –, a Kántus továbbvitte szellemiségét, hogy hitben és munkában edzett generációkat neveljen.

## Művei

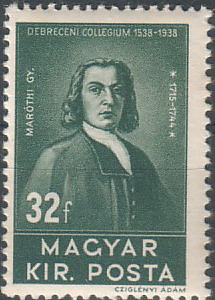
Maróthi György a Kollégium alapításának 400. évfordulójára, 1938-ban kiadott bélyegen

- A Soltároknak a kóták szerént való éneklésének mesterségének rövid summája, Debrecen, 1740
- A Soltároknak Négyes Notájik…, Debrecen, 1743
- Arithmetica, vagy számvetésnek mestersége, Debrecen, 1743 (3. kiadás, 1782)

## Emlékezete
Nevét viselik:
- Debreceni Maróthi György Pedagóguskórus
- Debreceni Maróthi György Néptáncegyüttes
- DRHE Maróthi György Könyvtár
- Maróthi György Kollégium,Debrecen
- Maróthi György Általános Iskola, Hajdúböszörmény
- Maróthi György Gimnázium és Szakképző Iskola, Debrecen
- a debreceni Maróthi György utca